# Кан сир л'Аљи
Кан сир л'Аљи (фр. Camps-sur-l'Agly) насеље је и општина у јужној Француској у региону Лангдок-Русијон, у департману Од која припада префектури Лиму.
По подацима из 2011. године у општини је живело 71 становника, а густина насељености је износила 2,69 становника/km². Општина се простире на површини од 26,35 km². Налази се на средњој надморској висини од 540 метара (максималној 1.227 m, а минималној 445 m).

## Демографија
| 1962. | 1968. | 1975. | 1982. | 1990. | 1999. | 2011. |
| ----- | ----- | ----- | ----- | ----- | ----- | ----- |
| 16    | 38    | 37    | 46    | 56    | 60    | 71    |

График промене броја становника у току последњих година